# Nati nel 1096
| Questa pagina contiene informazioni ricavate automaticamente dalle voci biografiche con l'ausilio del template Bio e di un bot. L'aggiornamento è periodico e automatico e ricostruisce completamente la pagina. Se manca una persona in questa lista, sei pregato di non aggiungerla, ma accertati piuttosto che la sua voce biografica contenga il template Bio e che i dati anagrafici siano correttamente compilati. Se il template Bio manca, inseriscilo tu stesso o, in alternativa, metti l'avviso {{tmp\|Bio}} che ne segnala la mancanza. Se i dati riportati sono sbagliati, correggi direttamente la voce biografica; le modifiche saranno visibili in questa lista entro pochi giorni. Per chiarimenti vedi il progetto biografie. La lista contiene solo le 8 persone che sono citate nell'enciclopedia e per le quali è stato implementato correttamente il template Bio. Pagina aggiornata al 19 ott 2024. |

- 15 gennaio - Teodora Comnena, nobile bizantina
- 12 marzo - Canuto Lavard, duca danese († 1131)
- 9 aprile - Al-Muqtafi, califfo († 1160)
- 31 dicembre - Al-Amir bi-ahkam Allah, imam arabo († 1130)
- Ermengol VI di Urgell, conte († 1154)
- Stefano d'Inghilterra, re († 1154)
- Wang Ximeng, pittore cinese († 1119)
- Ugo di Fouilloy, teologo francese